# 北84線
北84線 三鶯大橋－東園，是位於新北市的一條鄉道，北起新北市鶯歌區三鶯大橋，南至新北市樹林區東園，全長6.308公里。是串聯樹林區柑園地區與三鶯大橋的重要公路，柑園國中、國小都位於此線上。終點在柑城橋東端，經此橋可連接土城區的環河道路口。作為柑園地區重要的東西向公路，此路線於1961年即編為臺北縣鄉道公路北78線，路線至今無太大修正，僅改變編號而已。原使用北84線編號之道路為土城區光明路，後因短且逐漸失去村里間重要的聯絡功能而於1976年臺灣第二次公路普查時解編。

## 路線說明
新北市
- 鶯歌區：三鶯大橋頭0.0k（起點，110線岔路）→ 隆恩街 → 三鶯路 → 西園（鄉鎮界）
- 樹林區：西園（鄉鎮界） → 柑園街 → 東園6.308k（終點）

### 1961年路線
新北市
- 土城區：土城0.0k（起點，台3線岔路）→ 光明路 → 埤塘0.418k（終點）

本路線為當時最短鄉道路線，於1976年第二次公路普查中解編。

## 沿線設施
- 新北市消防局隆恩分隊
- 三鶯部落
- 石頭溪圳
- 柑園國民中學
- 柑園國民小學
- 樹林區農會柑園辦事處
- 樹林區立圖書館柑園分館
- 柑園二橋引道

## 連接道路
- 市道110號
- 北85線

## 歷史沿革
| 北84線歷史沿革 | 北84線歷史沿革                        | 北84線歷史沿革                     |
| 年代           | 本編號沿革                            | 本路線沿革                         |
| -------------- | ------------------------------------- | ---------------------------------- |
| 1961年         | 土城－埤塘間0.418km（今土城市光明路） | 當時為北78線（西園－東園間5.457k） |
| 1976年         | 在公路第二次普查中解編                | 延長為5.987公里。                  |
| 1983年 大整編  | 原北78線改編北84線至今。              | 原北78線改編北84線至今。           |